# Ksaver Šandor Gjalski
Ksaver Šandor Gjalski (eredeti nevén: Ljubomil Tito Josip Franjo Babić Gredicei kastély,  1854. október 26. – Gredicei kastély, 1935. február 9.) horvát író volt. Regényeket, novellákat, krónikákat, irodalmi cikkeket, filológiai esszéket, politikai és történelmi vitairatokat írt. A 19. század második felének és a 20. század elejének egyik legjelentősebb horvát írója. Zagorjei nemesi családjában született, ami irodalmi témáinak megválasztását jelentősen befolyásolta. „Pod starimi krovovi”, „Za materinsku rieč” és „Na rođenoj grudi” című novelláiban nemcsak krónikás, hanem érzékeny író, valamint kifinomult stílusú, érett művész. Előtérbe került a természettel és a zagorjei vidékkel érzelmi kapcsolata. Gjalski korának szinte az egész társadalmi kérdését felölelve számos más témában és területen is kipróbálta magát. Ő volt az első kritikus és általában az első horvát író, aki megpróbálta átfogó irodalmi szintézisét adni annak a horvát társadalomnak, amelyben élt.

## Élete és pályafutása
Ljubomir Tito Babić néven született 1854. október 26-án a Zabok melletti, ma Pavlovec Zabočki területére eső gredicei családi kastélyban. Később „Za moj životopis” (Életrajzomhoz) című művében ezt írta: Pénteken (1854. október 26-án) valamivel éjfél előtt születtem. Újszülöttként az első hangomat egy régi, kétszáz éves óra ütése kísérte, amivel tizenkettőt szokott ütni. Így hát, pénteken születve, ilyen órában, életem első órájától fogva ősi előítélet és félelem kísért, és kicsivel később annyira rosszul lettem, hogy hívták az orvost. A mentős és a szülész felesége úgy ítélte meg, hogy már csak néhány órám van hátra, és a körülálló nőknek sem volt már kétsége afelől, hogy ez így van.
Szülőházában kifejezett illír szellemben nevelkedett, amiről a már említett Életrajzomhoz című művében ezt írta: Tőle (apám) kitörölhetetlen szeretetet kaptam minden szláv iránt, és még inkább a szülőföld és a haza iránti szeretetet. Gjalski hazafiassága mellett már kora gyermekkorában felfedezte a könyvek, különösen a latin klasszikusok és a költészet iránti nagy szeretetet. Az irodalom iránti szeretetét valószínűleg édesanyjától örökölte, aki szívesen olvasta francia, angol és német írók műveit.
Az elemi iskolát és a gimnáziumot Varasdon végezte, majd a középiskola befejezése után Zágrábban a jogi karra iratkozott be. Jogi tanulmányait 1874-ben fejezte be, de nem Zágrábban, hanem Bécsben. Iskolai tanulmányai során találkozott Eugen Kvaternikkel, és lelkesen fogadta politikai nézeteit és elképzeléseit. Később azonban elutasította politikai nézeteit, és Josip Juraj Strossmayer elképzeléseit támogatta. Négy évvel később (1878) Bécsben államvizsgázott, majd Kaproncán kapott köztisztviselői állást. Gyakran változtatta lakóhelyét (Verőce, Eszék, Sziszek, Pakrác, Sušak, Zágráb). 1891-ben a királyi földügyi igazgatás alkalmazásában áll, hét évvel később (1898) azonban Khuen-Héderváry Károly bán politikájával való egyet nem értése miatt nyugdíjazták.

## Irodalmi munkássága
Írásai horvát irodalomban először a Vienac című újságban jelentek meg. 1884-ben az „Illustrissimus Battorych” című novellával jelentekzett, anyai nagyapjáról a Ksaver Šandor Gjalski irodalmi álnevet vette fel. 1903-ban Milivoj Dežmannal együtt a Vienac című újság szerkesztője volt. Kreativitása csúcsának tartják a „Pod starimi krovovi” (Régi tetők alatt, 1886) című művet. De jelentősek az „U novom dvoru” (Új udvarban) és a „Na rođenoj grudi” (A szülőföldön) című regényei is. Rajtuk kívül megírta az „U noci” (Az éjszakában) című politikai regényt és három történelmi regényt is: „Osvit” (Hajnal), „Za materinska rieč” (Az anyanyelvért) és a „Dolazak Hrvata” (A horvátok érkezése).
Mindenképpen meg kell említeni Iz varmegjinskih dana, Diljem doma, Tri pripoviesti bez naslova, Janko Borislavić, Biedne priče, Gjurgjica Agićeva, Male pripoviesti, Radmilović, Ljubav lajtnanta Milića című műveit és egyéb elbeszéléseit, valamint Pronevjereni ideali című politikai tárgyú regényét, ami a délszláv eszme gondolatától való elszakadását jelezte. A regények mellett irodalmi tárgyú cikkeket, filológiai esszéket, politikai és történelmi vitairatokat is írt. Műveit az összes jelentős európai nyelvre lefordították. Két cikluson keresztül a Horvát Írószövetség elnöke volt, 1903-ban a Jugoszláv Tudományos és Művészeti Akadémia (JAZU) tiszteletbeli tagjává választották. 1905-ben Gjalskit „komoly svéd irodalmi körökből” jelölték az irodalmi Nobel-díjra (melyet az évben Henryk Sienkiewicz nyert el).
Irodalmi alkotásában észrevehető a különböző ideológiák, világnézetek iránti megértése. A Szülőföldön című regényben például a főszereplő és iskolai barátja közötti párbeszédbe beépített egy rövid, de lényegre törő materializmus-elmélkedést, amely szerint ennek a világnak „önmagában nincs több célja, mint az atomok összeállítása,” és ez egy olyan attitűd, amelyet Gjalski csábítónak, de egyben végzetesnek mutatott be, mivel olyan döntésre vezette a főszereplőt, amelyet keservesen megbánt.

## Politikai tevékenysége
Bár nézeteit meglehetősen gyakran változtatta, Gjalskit fiatal kora óta érdekelték a politikai események. Egy időben, a Rakovica-felkelés előtt közel állt Eugen Kvaternikhez, majd Strossmayer püspökhöz, sőt egy ideig a pánszlávizmushoz is közel állt.  1906-ban, amikor horvát parlamenti képviselővé választották aktívan bekapcsolódott a politikai életbe. 1909 és 1920 között Zágráb vármegye nagyprefektusa volt. Nem sokkal azután, hogy Horvátország csatlakozott a szerbekkel kötött államszövetséghez, Gjalski megértette, hogy ez rossz politikai választás volt a horvátok és más nem szerb népek számára is. Erről már1925-ben írt a „Pronevjereni ideali” (Elsikkasztott ideálok) című regényében. Utolsó jelentős műve a horvát enciklopédia szerint „politikai csalódás saját ideológiai döntéseiben, különösen a délszlávizmusban”.  1935. február 9-én halt meg szülőfalujában, Gredicében.
Leszármazottja Ivo Babić Gjalski tehetséges fizikus volt, tagja volt az Ivan Supek professzor által alapított Elméleti Fizikai Intézet első generációjának, amelynek legfontosabb tagjai Gaja Alaga, Ivo Babić Gjalski, Vladimir Glaser és Borivoj Jakšić voltak. Kifogástalan modorával jelentős összetartó tényező volt az intézetben. Sokat vártak tőle. Supek azt javasolta neki, hogy vizsgálja meg a klasszikus és a kvantum elektrodinamika kapcsolatát. Ezután publikálta a klasszikus és kvantum elektrodinamika megfeleltetését. A félklasszikus Weizsäcker-Williams megközelítést, amelyet a QED lágy fotonjaira fejlesztettek ki, kiterjesztette a mezonfizikára. Fiatalon, 1951-ben egy hegymászó balesetben halt meg.

## Emlékezete
- Tiszteletére rendezik meg Zabokon a Ksaver Šandor Gjalski-napokat, [7] ahol átadják a Ksaver Šandor Gjalski-díjat.
- A zaboki városi könyvtár az ő nevét viseli.[8]
- Zágrábban általános iskola viseli a nevét.[9]

## Főbb művei
- U novom dvoru (1885),
- Pod starimi krovovi (1886),
- U noći (1887),
- Janko Borislavić (1887),
- Đurđica Agićeva (1889),
- Na rođenoj grudi (1890),
- Osvit (1892),
- Radmilović (1894),
- Za materinsku rieč (1902),
- Dolazak Hrvata (1924),
- Pronevjereni ideali (1925).

## Fordítás
Ez a szócikk részben vagy egészben  a   Ksaver Šandor Gjalski című horvát Wikipédia-szócikk ezen változatának fordításán alapul.  Az eredeti cikk szerkesztőit annak laptörténete sorolja fel. Ez a jelzés csupán a megfogalmazás eredetét és a szerzői jogokat jelzi, nem szolgál a cikkben szereplő információk forrásmegjelöléseként.